# 紫庄镇
紫庄镇，是中华人民共和国江苏省徐州市贾汪区下辖的一个乡镇级行政单位。

## 行政区划
紫庄镇下辖以下地区：
赵庄社区、董庄社区、董庄矿社区、临运村、油坊村、张楼村、吴窑村、石庄村、紫庄村、岐山村、杜楼村、徐台村、常庄村、马山村、阮庄村、吴台村、王圩村和彭庄村。